# Anoplodermatinae
Anoplodermatinae (лат.) — подсемейство жуков, из семейства Vesperidae.

## Описание
Жуки от желто-коричневой до чёрной окраски, длиной 8,5—50 мм. Самцы обычно меньше самок. Голова направлена вперёд. Наличник очень широкий. Крылья часто редуцированы, что не позволяет им летать. Биология слабо изучена. В качестве кормового растения для вида Pathocerus wagneri указывается акация Acacia cavenia. Вид Migdolus fryanus повреждает сахарный тростник и некоторые другие культивируемые растения, самцы его живут в лаборатории 3—9 суток, тогда как самки до 38 суток.

## Экология и местообитания
Обитают исключительно в неотропике.

## Систематика
Ранее это подсемейство имело статус семейства. Недавние исследования (Dias 1984, 1986, 1987 и 1988 гг.) определили в подсемействе две трибы:
- Anoplodermatini Guérin-Méneville, 1840 (Син.: Hypocephalini Blanchard, 1845)
  - Род: Acanthomigdolus
    - Acanthomigdolus quadricollis

  - Род: Anoploderma
  - Род: Cherrocrius
  - Род: Hypocephalus
    - Hypocephalus armatus

  - Род: Migdolus
  - Род: Paramigdolus
  - Род: Sypilus
- Mysteriini Prosen, 1960
  - Род: Mysteria
  - Род: Pathocerus
  - Род: Pseudopathocerus